# Sanna Eklund
Sanna Matilda Eklund (* 9. März 1987 in Gävle) ist eine schwedische Biathletin.
Sanna Eklund lebt in Gammelboning und startet für I 21 IF. Seit 2003 betreibt sie Biathlon. In Martell nahm sie 2007 an den Junioren-Weltmeisterschaften teil und wurde 23. des Einzels, 51. des Sprints, 48. der Verfolgung und Sechste des Staffelrennens. Bei den Biathlon-Europameisterschaften 2008 in Nové Město na Moravě nahm sie zunächst an den Junioren-Rennen teil und belegte die Plätze 36 im Einzel, neun im Sprint und 20 in der Verfolgung. Für das Staffelrennen wurde sie in die schwedische Frauenstaffel berufen und wurde mit Elin Mattsson, Emelie Larsson und Kim Adolfsson Achte. Nachdem ein geplanter erster Einsatz bei den Auftaktrennen der Saison 2008/09 in Idre nicht zustande gekommen war, folgte dieser dort ein Jahr später. In ihrem ersten Sprint wurde sie 89., in einem weiteren Sprint 64.